# Experience (album Jimija Hendrixa)
Experience je postumni uživo album američkog glazbenika Jimija Hendrixa, objavljen u kolovozu 1971. u Ujedinjenom Kraljevstvu od izdavačke kuće Ember Records.
Album je zamišljen kao filmska glazba za neobjavljeni dokumentarni film Experience na kojem je trebao biti zabilježen nastup sastava The Jimi Hendrix Experience održanog 18. veljače 1969. godine u the Royal Albert Hall u Londonu. Nastavak ovog albuma objavljen je 1972. godine pod nazivom More Experience.

## Popis pjesama
Sve pjesme napisao je Jimi Hendrix, osim gdje je drugačije naznačeno.
| 1. | »Sunshine of Your Love« | Eric Clapton, Jack Bruce, Pete Brown | 6:48 |
| 2. | »Room Full of Mirrors«  |                                      | 8:15 |

| 1. | »Bleeding Heart«       | Elmore James | 8:37 |
| 2. | »Smashing of the Amps« |              | 6:25 |

## Izvođači
- Jimi Hendrix – električna gitara, vokal
- Mitch Mitchell – bubnjevi
- Noel Redding – bas-gitara

## Vanjske poveznice
- Discogs - recenzija albuma